# Caius Lutatius Catulus (consul en 220 av. J.-C.)
Pour les articles homonymes, voir Caius Lutatius Catulus.
Caius Lutatius Catulus est un sénateur et général romain, issu de la famille des Lutatii Catuli. Il est élu consul en 220 av. J.-C., comme collègue de Lucius Veturius Philo. Au cours de leur mandat, les deux hommes mènent une expédition militaires dans les Alpes juliennes et obtiennent la soumission de plusieurs peuples sans les combattre. Cette opération faisait suite à la campagne militaire menée par les consuls de l'année précédente contre les Istriens. Appien d'Alexandrie précise qu'il s'agissait d'une expédition navale, sur la mer Adriatique donc.
En 218 av. J.-C., Catulus est membre d'une commission triumvirale pour la création des colonies militaires de Placentia (Piacenza) et de Crémone en Gaule Cisalpine. La deuxième guerre punique contre Carthage venait d'éclater et les commissaires furent surpris par un soulèvement des Boïens et des Insubres gaulois, provoqué par la nouvelle de l'arrivée rapide du général carthaginois Hannibal. C'est à proximité de Plaisance (le long des rives de la rivière Trebbia) qu'Hannibal infligea une cuisante défaite aux Romains lors de la bataille de la Trebbia. Un autre affrontement indécis opposa Carthaginois et Romains en 217 av. J.-C. (bataille de Plaisance). Caius Lutatius Catulus et le reste des troupes de la commission triumvirale se réfugièrent à Mutina (Modène), mais ils furent attirés hors de la ville et capturés. Les prisonniers ne furent libérés et ne rentrèrent à Rome qu'en 203 av. J.-C., à la veille de la fin de la guerre.
Catulus était probablement un des fils de son strict homonyme, Caius Lutatius Catulus, élu comme consul en 242 av. J.-C.